# Ратівці
Ра́тівці — село в Україні, в Ужгородському районі Закарпатської області.

## Історія
В урочищі Човкаш Мезе, що на північний захід від села, біля залізничного переїзду – поселення латенського часу. Досліджувалося експедицією ІА АН УРСР в 1978 році. Виявлено напівземлянкові житла, гончарні печі.
В урочищі Горогдомб – поселення ранньозалізного віку. Досліджувалося Ф.М. Потушняком в 1955 році. В південній околиці села розташоване давньослов’янське поселення.
Перша письмова згадка про село припадає на 1263 р. У джерелах Ратівці відомі під різними назвами: "Rat, «Rath», «Raad».
У 1263 р. король подарував шляхтичу Якубу, синові Грегора з Паньока, чотири села в комітаті Унґ, в тому числі й Ратовці. З 1284 року Ратовці належали родині Бокша. Одна з їх гілок переселилася в Ратовці і до свого прізвища додавала прикладку «ратовські». Старша і більша частина села з XIV ст. отримала назву «Nagy Rat» (Великі Ратовці). В 80-х роках на околиці села виявлено слов'янське поселення VIII — ІХ ст.
У 1427 році селяни були оподатковані від 23 порт. Протягом XVI ст. кількість селянських господарств зменшилася. 1567 року під оподаткування підпало лише 10 господарств, що володіли 5-ма портами. В останній чверті XVI ст. в село прибули нові поселенці і в селі нараховувалося 38 кріпацьких домогосподарств. На той час в селі був костел, парафія та школа. Наприкінці XVII — на початку XVIII ст. залежні селяни покидають село або вимирають.
В ХІІІ — XIV ст. землевласники заселяють переселенцями нову частину Ратовець — Малі Ратовці («Kis Rat»).
Новоутворене село в XV ст. належало шляхетській родині Добо з Руського. 1427 року жителі села були оподатковані від 16 порт. В XVI ст. кількість селянських господарств значно зменшилась. 1588 року були оподатковані лише 7 господарств, які володіли 3 портами. В останній чверті XVI ст. кількість мешканців села збільшилася за рахунок нових поселенців. Так, на 1599 рік в селі нараховувалося 33 залежних селянських господарств. На його території були також костел, парафія, школа та одна-дві садиби землевласників. 1715 року в селі господарювало 15 селянських родин.
Джерела другої половини XVIII ст. відносять Великі і Малі Ратовці до мадярських сіл.
1904 р. Міністерство внутрішніх справ Угорщини затвердило для обох селищ герби (за символікою давніших громадських печаток): для Великих Ратівців — на блакитному щиті дерев'яна дзвіниця, біля якої стоїть дзвонар; для Малих Ратівців — на блакитному тлі срібна мурована церква з однією банею.

## Політика

### Парламентські вибори, 2019
На позачергових парламентських виборах 2019 року у селі функціонувала окрема виборча дільниця № 210594, розташована у приміщенні клубу.
Результати
- зареєстровано 1166 виборців, явка 47,43%, найбільше голосів віддано за «Слугу народу» — 37,98%, за «Опозиційний блок» — 31,98%, за «Опозиційну платформу — За життя» — 6,78%.[1] В одномандатному окрузі найбільше голосів отримав Андрій Андріїв (самовисування) — 42,11%, за Йосипа Борто (самовисування) — 32,71%, за Роберта Горвата (самовисування) — 8,46%[2].

## Населення

### Мова
Розподіл населення за рідною мовою за даними перепису 2001 року:
| Мова            | Кількість | Відсоток |
| --------------- | --------- | -------- |
| угорська        | 1069      | 80.68%   |
| українська      | 246       | 18.57%   |
| російська       | 6         | 0.44%    |
| циганська       | 1         | 0.08%    |
| німецька        | 1         | 0.08%    |
| інші/не вказали | 2         | 0.15%    |
| Усього          | 1325      | 100%     |

## Релігія
храм св. Юрія. 1912.
Типова мурована базилічна церква збудована в тій частині села, що давно називалася Великими Ратовцями. Перший орнаментальний розпис виконав С. Сарновський. У селі твердять, що наву розписав Й. Бокшай у 1950-х роках.
У 1976 р. розпис перемальовано по старих контурах. Мистецтвознавець Олена Чернега-Балла повідомляла про вівтарну картину роботи Й. Бокшая: верхню частину займала сцена благословіння Ісусом Марії, а на нижній було зображено село з церквою. Напис повідомляв, що картину, намальовану 1943 p., подарували церкві мешканці села. Теперішню вівтарну картину, що зображає св. Юрія, а також “Св. Марію з Ісусом”, намалював відомий художник Золтан Шолтес у 1937 р.
Срібло на глибині. У селі Ратівці Ужгородського району століттями криниця під назвою Івокут забезпечує місцевих чистою, прохолодною водою, про яку навіть ходять легенди. Після детального аналізу води в лабораторії з’ясували, що в ній міститься просто неймовірна кількість срібла а зберігатись в пляшці вона може близько року.

## Присілки
Великі Ратівці
Великі Ратівці - колишнє село в Україні, в Закарпатській області.
Обєднане з селом Ратовці рішенням облвиконкому Закарпатської області №517 від 26.12.1966
В 80-х роках на околиці Великих Ратовець виявлено слов'янське поселення VIII — ІХ ст.
Найстаріша частина села з XIV ст. отримала назву «Nagy Rat» (Великі Ратовці). Село Великі Ратовці дало ім'я  шляхетному угорському роду: Бокша, які володіли місцевістю з 1284 р., пізніше додали до прізвища прикладку "Ратовські". 
У 1427році селяни Великих Ратовець були оподатковані від 23 порт. 1567 року під оподаткування підпало лише 10 господарств, що володіли 5-ма портами. В останній чверті XVI ст. в село прибули нові поселенці і в селі нараховувалося 38 кріпацьких домогосподарств. На той час в селі був храм, парафія та школа. Наприкінці XVII — на початку XVIII ст. залежні селяни покидають село або вимирають.
1904 р. Міністерство внутрішніх справ Угорщини затвердило для Великих Ратівців герб — на блакитному щиті дерев'яна дзвіниця, біля якої стоїть дзвонар.
Малі Ратівці
Малі Ратівці - колишнє село в Україні, в Закарпатській області.
Обєднане з селом Ратівці рішенням облвиконкому Закарпатської області №517 від 26.12.1966
У ХІІІ - XIV століттях землевласники заселяють переселенцями нову частину Ратівців - Малі Ратівці ('Kis Rat'). Малі Ратівці, належали родині Добо з Руського
У 1334 році у Малих Ратівцях вже були парафія (і, відповідно, храм), але в часи реформації вона більш ніж на півтора століття припинила своє існування. 

## Туристичні місця
- храм св. Юрія. 1912.
- В урочищі Горогдомб – поселення ранньозалізного віку. Досліджувалося Ф.М.Потушняком в 1955 році. В південній околиці села розташоване давньослов’янське поселення.